# صناعة الملابس

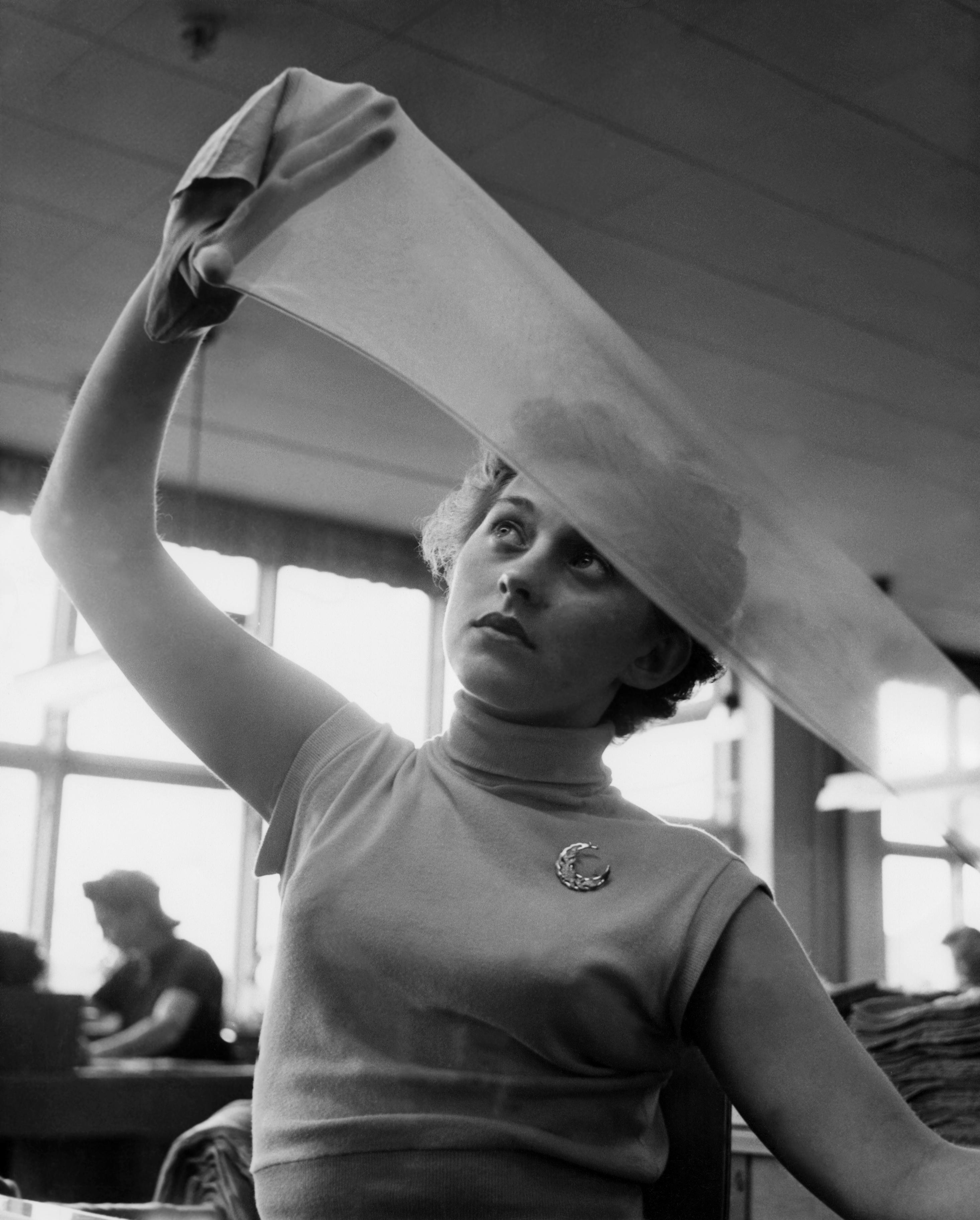
فحص مخزون النايلون في مالمو بالسويد عام 1954.

صناعة الملابس هي نوع من أنواع الصناعات الخفيفة تشمل مجموعة من النشاطات تنتج الملابس من أجل تقديم مُنتج ذي قيمة، بدءًا من صناعة النسيج (منتجي القطن والصوف والفراء والألياف الاصطناعية)، مروراً بالزخرفة باستخدام التطريز، وصولاً إلي صناعة الأزياء لتجار التجزئة للملابس حتى يتاجروا بالملابس والملابس المستعملة. تعتمد القطاعات المنتجة على العديد من الأدوات مثل المنسج ومحلج القطن وآلة الخياطة.